# Thelma és Louise
A Thelma és Louise (eredti film: Thelma and Louise) 1991-es amerikai bűnügyi filmdráma Ridley Scott rendezésében. A főbb szerepekben Susan Sarandon, Harvey Keitel és Geena Davis látható.
Világpremierje az 1991-es cannes-i filmfesztiválon volt, 1991. május 20-án. A film bevételi és kritikai sikert aratott: hat Oscar- és négy Golden Globe-díjra jelölték, amelyekből egyet-egyet elnyert a legjobb forgatókönyvért. A film továbbá két David di Donatello-díjat kapott a két színésznő alakításáért.

## Cselekmény
Thelma Dickinson (Geena Davis) és Louise Sawyer (Susan Sarandon) jó barátnők. Elhatározzák, hogy eltöltenek egy hétvégét a hegyekben, hogy felrázzák magukat a mindennapok fáradalmaiból. Útközben betérnek egy bárba, ahol Thelma megismerkedik egy férfival. Barátságot kötnek, elkezdenek táncolni, majd a férfi kiviszi a nőt a parkolóba, ahol megpróbálja megerőszakolni Thelmát, ám Louise a segítségére szalad, és megöli a férfit. A két nőnek menekülnie kell.
Megszállnak egy motelben, ahol megvitatják, merre tartsanak tovább. Louise-nak csak egyetlen kívánsága van: semmiképp se Texas felé. A kaland tovább folytatódik, mikor megismerkednek egy újabb férfival, J.D.-vel (Brad Pitt), akibe Thelma szerelmes lesz. A két nő felveszi J.D.-t, és újból megszállnak egy motelben. Reggelre nemcsak a férfi válik kámforrá, hanem Louise félretett pénze is. Ezután a két nő kirabol egy kiskereskedést, az FBI közben pedig üldözőbe vette őket. Hal Slocumb nyomozó (Harvey Keitel) kideríti, hogy Louise-t megerőszakolták Texasban, és az események rekonstruálásával szimpatizálni kezd Louise-szal és Thelmával, de hiába próbálja őket meggyőzni, hogy adják fel magukat.
Thelmát és Louise-t lekapcsolja egy rendőr gyorshajtás miatt, de a két nő tudva már a körözésükről kikötözik a rendőrt és elveszik a fegyvereit. A hatóságok végül körbeveszik a nők kocsiját, a Grand Canyon szélén. Mivel a két nő nem akar élete végéig a börtönben sínylődni, Louise a gázra lép, majd lezuhannak a Grand Canyonról.

## Szereplők
| Szerep                  | Színész              | Magyar hang          |
| ----------------------- | -------------------- | -------------------- |
| Louise Elizabeth Sawyer | Susan Sarandon       | Andresz Kati         |
| Thelma Yvonne Dickinson | Geena Davis          | Nyírő Bea            |
| Hal Slocumb nyomozó     | Harvey Keitel        | Barbinek Péter       |
| Jimmy Lenox             | Michael Madsen       | Szabó Sipos Barnabás |
| Darryl Dickinson        | Christopher McDonald | Kerekes József       |
| Max                     | Stephen Tobolowsky   | Rosta Sándor         |
| J.D.                    | Brad Pitt            | Bor Zoltán           |
| Harlan                  | Timothy Carhart      | Balázsi Gyula        |
| Lena, a pincérnő        | Lucinda Jenney       | Matolcsi Marianna    |
| rendőr                  | Jason Beghe          | Csuja Imre           |
| étteremfőnök            | Ken Swofford         | Kardos Gábor         |
| Albert                  | Sonny Carl Davis     | Orosz István         |
| dohányzó lány           | Kristel L. Rose      | Somlai Edina         |

## Fogadtatás

### Kritikai visszhang
A kritikák már a bemutatás idején pozitívak voltak. A Metacriticen 88%-on áll a film, míg a Rotten Tomatoeson 83%-os értékelést ért el. A pozitív kritikák mellett azonban egyesek kifogásolták a férfiak filmbeli ábrázolását, illetve feminizmussal is vádolták már az alkotást.

### Fontosabb díjak és jelölések
| Díj                    | Kategória                             | Eredmény |
| ---------------------- | ------------------------------------- | -------- |
| BAFTA-díj              | Legjobb film                          | Jelölve  |
| BAFTA-díj              | Legjobb női főszereplő (Sarandon)     | Jelölve  |
| BAFTA-díj              | Legjobb női főszereplő (Davis)        | Jelölve  |
| BAFTA-díj              | Legjobb operatőr                      | Jelölve  |
| BAFTA-díj              | Legjobb rendező                       | Jelölve  |
| BAFTA-díj              | Legjobb vágás                         | Jelölve  |
| BAFTA-díj              | Legjobb filmzene                      | Jelölve  |
| BAFTA-díj              | Legjobb eredeti forgatókönyv          | Jelölve  |
| César-díj              | Legjobb külföldi film                 | Jelölve  |
| David di Donatello-díj | Legjobb külföldi film                 | Jelölve  |
| David di Donatello-díj | Legjobb külföldi színésznő (Sarandon) | Elnyerte |
| David di Donatello-díj | Legjobb külföldi színésznő (Davis)    | Elnyerte |
| Golden Globe-díj       | Legjobb filmdráma                     | Jelölve  |
| Golden Globe-díj       | Legjobb női főszereplő (Sarandon)     | Jelölve  |
| Golden Globe-díj       | Legjobb női főszereplő (Davis)        | Jelölve  |
| Golden Globe-díj       | Legjobb forgatókönyv                  | Elnyerte |
| MTV Movie Awards       | Legjobb női főszereplő (Davis)        | Jelölve  |
| MTV Movie Awards       | Legjobb filmpáros (Davis, Sarandon)   | Jelölve  |
| Oscar-díj              | Legjobb női főszereplő (Sarandon)     | Jelölve  |
| Oscar-díj              | Legjobb női főszereplő (Davis)        | Jelölve  |
| Oscar-díj              | Legjobb rendező                       | Jelölve  |
| Oscar-díj              | Legjobb eredeti forgatókönyv          | Elnyerte |
| Oscar-díj              | Legjobb vágás                         | Jelölve  |
| Oscar-díj              | Legjobb operatőr                      | Jelölve  |
| Sant Jordi-díj         | Legjobb külföldi színésznő (Sarandon) | Jelölve  |